# ابراهیم متقی
ابراهیم متقی (متولد ۱۳۳۸) پژوهشگر علوم سیاسی و استاد و رئیس دانشکده حقوق و علوم سیاسی دانشگاه تهران است.

## کتاب‌ها
- تحولات سیاسی خارجی آمریکا ۱۹۹۷–۱۹۴۵. تهران: مرکز اسناد انقلاب اسلامی، ۱۳۷۶.
- اندیشه‌های دفاعی امام خامنه ای در حوزه جنگ نرم. (مشترکا با رحمان لطفی مرزناکی) تهران: سازمان عقیدتی سیاسی وزارت دفاع و پشتیبانی نیروهای مسلح، ۱۳۹۲
- فرصت‌ها و تهدیدهای فراروی انقلاب اسلامی. (مشترکا با محسن پالیزبان) تهران: شهرآب، ۱۳۹۲.
- تحول طرح‌های خاورمیانه ای آمریکا. تهران: پژوهشگاه فرهنگ و اندیشه اسلامی، ۱۳۹۳.
- موازنه گرایی متقارن در سیاست خارجی ترکیه. (مشترکا با فاطمه نکولعل آزاد) تهران: انتشارات صداقت، ۱۳۹۳.
- ایران در نگرش اتاق‌های فکر آمریکایی. (مشترکا با زهره پوستین‌چی) تهران: نشر میزان، ۱۳۹۳.
- ایران در نگرش نخبگان نهادهای اجتماعی و ساختار سیاسی آمریکا. (مشترکا با زهره پوستین‌چی) تهران: نشر میزان، ۱۳۹۳.
- خاورمیانه بزرگ و خاورمیانه اسلامی. : انتشارات کانون اندیشه جوان، ۱۳۹۴.
- نظریه پیچ تاریخی و نقش یابی مقاومت در ساختار نظام بین‌الملل. (مشترکا با مرجان کوه‌خیل و مژگان پازن) مرکز تحقیقات راهبردی دفاعی- معاونت پژوهش، ۱۳۹۴.
- رهیافت و فرایندهای دیپلماسی دفاعی در راهبرد امنیت ملی جمهوری اسلامی ایران. (مشترکا با زهره پوستین‌چی) تهران: مرکز تحقیقات راهبردی دفاعی، ۱۳۹۵.
- نشانه‌ها وفرایندهای تصاعد بحران عربستان در مواجه با ج.ا. ایران. (مشترکا با مژگان پازن و مرجان کوه‌خیل) تهران: مرکز تحقیقات راهبردی دفاعی، ۱۳۹۵.
- معمای امنیت وراهبرد منطقه ای ترکیه پس از کودتای جولای ۲۰۱۶. (مشترکا با مرجان کوه‌خیل و پوریا ترکاشوند) تهران: مرکز تحقیقات راهبردی دفاعی، ۱۳۹۵.
- ضرورت‌ها و الزام‌های پیمان دفاعی جمهوری اسلامی. (مشترکا با زهره پوستین‌چی) تهران: مرکز تحقیقات راهبردی دفاعی، ۱۳۹۶.
- ابراهیم متقی. امنیت منطقه ای در شرایط آشوب، دولت قوی یا منطقه قوی. (مشترکا با زهره پوستین‌چی) دانشگاه و پژوهشگاه عالی دفاع ملی و تحقیقات راهبردی، ۱۳۹۹.
- ترامپ، جمهوری اسلامی ایران و سیاست بین‌الملل. تهران: دانشگاه و پژوهشگاه عالی دفاع ملی و تحقیقات راهبردی، ۱۳۹۹.